# Ritratto di Luca Pacioli
Il Ritratto di Luca Pacioli, o Doppio ritratto noto anche come Ritratto di Luca Pacioli con un allievo, è un enigmatico dipinto, conservato nella Pinacoteca del museo nazionale di Capodimonte, raffigurante il frate matematico autore della Summa de arithmetica e del De Divina Proportione. È attribuito, in maniera controversa, al pittore rinascimentale Jacopo de' Barbari, ad Alvise Vivarini, a Lorenzo Lotto e a Leonardo da Vinci.

## Storia
I pochi dati disponibili non forniscono notizie circa l'autore e l'originaria destinazione del dipinto.
Le prime notizie documentali risalgono a un inventario del 1631, senza indicare tempi e modalità d'acquisizione, collocazione e conservazione nel palazzo Ducale di Urbino. Il dipinto risulta incluso in un elenco di beni della dinastia dei Della Rovere, ma il primo inventario reca solo mere ipotesi attributive. Anche i successivi documenti non sono più precisi, riguardando soltanto il trasferimento del dipinto, a metà del XVII secolo, da Urbino a Firenze e dalla stirpe urbinate a quella medicea fiorentina, tramite Vittoria della Rovere.
Eclissato per secoli, il dipinto ricompare a inizio del Novecento a Napoli, sempre in possesso della famiglia De' Medici, nel ramo cadetto di Ottaviano. Giunge a destinazione museale in seguito alla prelazione esercitata dello Stato italiano nel 1903 sulla vendita destinata all'estero, in Inghilterra. Il dipinto fu esposto nel Museo nazionale di Napoli (attuale Museo archeologico nazionale di Napoli), ed è esposto dal 1957 al Museo nazionale di Capodimonte, tra i dipinti provenienti dalla collezione Farnese.

## Descrizione
Il dipinto raffigura il francescano Luca Pacioli, matematico e teologo, amico di Piero della Francesca e di Leonardo da Vinci, all'età di circa cinquant'anni. 
Il frate è raffigurato mentre dimostra l’ottava proposizione dal libro XIII degli Elementi di Euclide a un discepolo, vestito secondo la moda aristocratica del tempo. Con la mano destra esegue dei disegni geometrici mediante una virgula su di una lavagna che riporta la scritta EVCLIDES, mentre con la sinistra segue le formule riportate nel libro aperto. Sta quindi facendo lezione sulla costruzione dei cinque poliedri regolari. Indossa l'abito francescano color cenere azzurra, stretto in vita dal cingolo. Il giovane allievo è raffigurato di tre quarti, il volto racchiuso nella frangia con lo sguardo diretto all'osservatore. Ha un portamento elegante ed indossa una camicia rossa con sbuffi, coperta da un mantello dalle ampie maniche da cui traspare la fodera in pelliccia di lupo cerviero.
Entrambi si pongono di fronte ad un tavolo coperto da un tappeto verde dove sono disposti vari strumenti della professione di insegnante: libri, lavagna, gesso e spugna, un goniometro e un calamaio con calamo e relativo astuccio e un compasso. Sulla tavola compare un cartellino con la scritta IACO.BAR.VIGEN/NIS. P. 149(5) e una mosca che si posa sopra l'ultima cifra della data. 
Sul tavolo vi è anche una copia della sua opera più celebre (la Summa de Arithmetica stampata a Venezia nel 1494, riconoscibile dalla iscrizione LI R.LVC.BVR, ovvero Li[ber] R[egularum] Luc[ae] Bur[gensis]), e un dodecaedro di legno. Un rombicubottaedro (solido di forma semi regolare, con 26 basi di cui 18 quadrate e 8 triangolari equilateri) di vetro contenente acqua è sul lato sinistro della tela, sospeso a una cordicella. Nel solido appeso si specchia una finestra aperta che si apre su di un lembo di cielo azzurro e dei fabbricati, dando la percezione di un centro urbano.
Riferimenti storici e contenutistici - a cominciare dalla raffigurazione nel quadro del solido archimedeo noto come rombicubottaedro - rinviano alla coeva collaborazione tra Leonardo e Pacioli nella redazione del "De Divina Proportione" dal 1496.
Il disegno preparatorio, rilevato dalle indagini radiografiche, presenta una grande diversità rispetto alla sua esecuzione, come molta diversità è rilevabile nella stesura pittorica dei due soggetti. La definizione di ventenne nel cartiglio è importante, perché a quel tempo l'autonomia si raggiungeva solo nel venticinquesimo anno di età, e trovare un artista emancipato in età tanto giovane che firmi un'opera di rilevante valore è un fatto che richiama l'attenzione.

## Identità dell'autore
Per l'attribuzione del dipinto è fondamentale il cartiglio con la scritta IACO.BAR.VIGEN/NIS. P. 149(5), resa ancor più ambigua dalla raffigurazione di una mosca posata sopra l'ultima cifra della data. Tale aggiunta indicherebbe la volontà dell'artista d'introdurre un ambiguo elemento di disturbo.
Chi ritiene la scritta autografa, attribuisce il dipinto o a Jacopo de' Barbari (Simone Ferrari) o a Leonardo da Vinci (Carla Glori e Giovanni Barca). Coloro i quali pensano, anche sulla base d'indagini radiografiche, che il cartiglio sia un apocrifo aggiunto a posteriori, attribuiscono l'opera o ad Alvise Vivarini (Fritz Heinemann) oppure a Lorenzo Lotto (Francesca Cortesi Bosco).

### Jacopo de' Barbari
Riguardo alla discussa paternità del dipinto Simone Ferrari, studioso della materia, dichiara: “Personalmente ritengo che il cartellino vada sciolto a favore di Jacopo de' Barbari e che l'attribuzione sia confermata dalla cifra stilistica.”
Per contro, l'accostamento del nome di Jacopo de' Barbari all'iscrizione del cartiglio è soltanto parziale e non trova altri supporti di convalida, mentre la firma mediante una sigla (IA. D.B.) ed un simbolo (caduceo), usati sistematicamente dal de' Barbari, non sono rinvenibili nel dipinto.
Secondo Francesca Cortesi Bosco, l'attribuzione al de' Barberi sopravvive solo per ragioni inventariali e va esclusa per ragioni stilistiche, tecniche e pittoriche. A suo parere, il dipinto è stilisticamente lontano, ma cronologicamente prossimo, alle opere note di de' Barbari. Lo stile sarebbe avvicinabile a quello di Alvise Vivarini, indicando come possibile autore un pittore della sua bottega.

### Alvise Vivarini
Fritz Heinemann ritenendo, come risulterebbe dalla radiografia, che il cartiglio non sia autentico, attribuì nel 1962 il dipinto al pittore veneziano Alvise Vivarini.
Luca Pacioli era sicuramente a Venezia tra il 1493 e il 1494, quando vi pubblicò la sua opera Summa de arithmetica, geometria, proportioni et proportionalita (Riassunto dell'aritmetica, geometria, proporzioni e proporzionalità).
Il manufatto di vetro sospeso sul lato sinistro della tela è fissato da una cordicella rossa con una sferetta sul fondo dell'elemento. Esso ha una similitudine con l'uovo che scende dalla conchiglia nella Pala di Brera di Piero della Francesca, amico e maestro del 
Pacioli. Il solido sospeso indicherebbe anche un legame con Alvise Vivarini, che faceva parte dell'antica famiglia di vetrai originari di Murano, ed il cui zio Bartolomeo aveva collaborato alla realizzazione della grande vetrata della chiesa veneziana dei Santi Giovanni e Paolo.

### Lorenzo Lotto
Differenti sono le considerazioni che indicherebbero la realizzazione nella bottega veneziana di Alvise Vivarini. Questi non era certamente ventenne nel 1495, ma d'altra parte non vi è nessun elemento certo che indichi nel termine VIGENNIS del cartiglio l'età del pittore o eventualmente di un suo allievo, mentre la tecnica pittorica potrebbe essere a lui riconducibile. 
Nella bottega di Alvise Vivarini lavorava in quegli anni il giovane Lorenzo Lotto. Il suo dipinto Ritratto di giovane con lucerna raffigura un giovane che presenta alcune analogie, nell'impostazione del capo e dello sguardo, con il giovane allievo del Pacioli. Inoltre Lotto dipinse una mosca nel Ritratto di Giovanni Agostino della Torre con il figlio Niccolò del 1515.

### Leonardo da Vinci
La ricerca e le conclusioni attributive tratte da Carla Glori, studiosa leonardiana, s'incentrano sulla decifrazione della scritta del cartiglio “IACO.BAR.VIGEN/NIS P.1495”. Esse vertono su aspetti linguistici, filologici, crittografici, matematici, oltre che sulla ricostruzione di precisi fatti storici connessi alla data. I risultati inducono a ricondurre il cartiglio stesso a Leonardo da Vinci. Il dossier “Il codice vinciano di Capodimonte” del 2017 contiene inoltre una proposta d'attribuzione a Leonardo dell'intera opera. Il metodo seguito da Carla Glori per pervenire alla sua proposta attributiva è stato quello della comparazione analitica di precisi particolari della riflettografia del quadro di Capodimonte con corrispondenti particolari delle riflettografie del ritratto di musico e della Gioconda, entrambe opere certamente autografe di Leonardo, rinvenendo verificabili similitudini.
Dal 2010 c'è la prima (duplice) decifrazione del cartiglio, fornita da Carla Glori. Da una parte, vi è l'interpretazione dell'iscrizione “IACO.BAR.VIGEN/NIS P.1495”, dall'altra la scoperta di circa cinquecento frasi dotate di senso e contenenti “VINCI”, formate con il medesimo repertorio alfabetico dell'iscrizione, integrato dalla parola “musca”. Nel 2017 la ricerca ha mostrato che la scritta originale, anche senza l'inserimento del termine “musca”, è in grado di generare una ventina di frasi contenenti “VINCI”, confermando l'ipotesi che l'enigmatica iscrizione sia in realtà una matrice alfabetica, programmata dal pittore per generare frasi riferite ai soggetti, agli oggetti ritratti ed alla storia degli Sforza, tutte contrassegnate dal sostantivo “VINCI”. L’insieme delle frasi decifrate forma un organico intreccio storico-biografico databile al 1495. L'insieme delle frasi anagrammate è riferito alla biografia dei due personaggi ritratti (il matematico Luca Pacioli e l'allievo, che la Glori, a partire dal 2010, ha identificato in Galeazzo Sanseverino), alle loro azioni visibili nel dipinto e agli oggetti rappresentati nel quadro, oltre che a luoghi storici di Vigevano. La maggior parte delle frasi riguarda la morte per avvelenamento di Gian Galeazzo Maria Sforza, avvenuta nell'ottobre 1494. La “mosca” - essenziale nel cartiglio quale parola-chiave – risulta essere una simbolica allusione alla morte del giovane duca, che gli storici imputano allo zio Ludovico il Moro.
Anteriormente alle varie indicazioni interpretative del cartiglio elaborate da Carla Glori,  Giovanni Barca depositava nel 1997 la monografia della sua ricerca attributiva a Leonardo da Vinci del Ritratto di Luca Pacioli dal titolo “IACO.BAR.VIGENNIS P.1495: ENIGMA E SECRETISSIMA SCIENTIA”. Dal 2004 diffondeva via web su ritrattopacioli.it gli esiti della sua ricerca con indicazione integrativa del cartiglio riferita a Jacopo Caprotti (di Cascina Baraggia - Oreno - Brianza) detto Salaì, modello e poi giovane allievo accolto in bottega da Leonardo ed autore del malizioso cartiglio siglato in ambigua lettura alternativa di autore o di secondo personaggio del dipinto. Promossa da Giovanni Barca é al momento attiva una petizione presentata al Museo di Capodimonte ed al Ministero della Cultura per approfondire le indagini sul Ritratto di Luca Pacioli con strumentazione tecnica di più aggiornata tecnologia.

## Identità dell'allievo

### Guidobaldo da Montefeltro
Secondo una prima ipotesi, l'allievo è stato identificato in Guidobaldo da Montefeltro duca di Urbino, a cui pare il matematico avesse dedicato la sua opera.

### Galeazzo Sanseverino
La studiosa Carla Glori lo ha invece identificato nella figura di Galeazzo Sanseverino, genero e carissimo amico del Moro, figura di primo piano alla corte di Milano, nonché protettore dello stesso fra' Luca Pacioli. L'ipotesi è basata anche sulla comparazione con un altro ritratto, il cosiddetto Musico di Leonardo, anch'esso identificato con Galeazzo Sanseverimo, in cui si notano elementi ricorrenti, quali la folta capigliatura riccia e la fenditura centrale del farsetto in forma di lancia, simboleggiante la potenza virile di Galeazzo nelle giostre.
La ricostruzione storica relativa all'anno 1495 evidenzia inoltre i contatti tra Luca Pacioli, i suoi due mecenati milanesi (Ludovico il Moro e Galeazzo) e Leonardo. Il frate matematico risultava ospite nell'abitazione di Porta Vercellina di Galeazzo (che ebbe dal Pacioli, unitamente a Ludovico il Moro, la dedica di una delle tre copie manoscritte ultimate nel 1498). Si assume inoltre che già nel febbraio 1496 fosse in atto la collaborazione tra Pacioli e Leonardo per la realizzazione del “De Divina Proportione”.

### Roberto Sanseverino
Altri studiosi hanno puntato invece sulla stretta somiglianza tra questi due ritratti e quelli certi del padre di Galeazzo, Roberto Sanseverino, i cui lineamenti del viso mostrano parecchi tratti in comune.

### Niccolò Copernico
Un'ulteriore ipotesi identifica l'allievo con Niccolò Copernico, sia per la somiglianza, sia per una cicatrice sulla guancia, riscontrabile anche nella copia del suo autoritratto, custodito nel comune di Torun.